# Agnibesa meroplyta
Agnibesa meroplyta là một loài bướm đêm trong họ Geometridae.